# Bospolder-Ekers moeras
Bospolder-Ekers moeras is een natuurgebied in de Belgische plaats Ekeren. Het ruim honderd hectare grote gebied is eigendom van Natuurpunt en wordt ook door die vereniging beheerd.

## Geschiedenis
Vroeger maakte de Bospolder deel uit van de laag gelegen Antwerpse Scheldepolders. De meest opvallende elementen waren een aantal oude wielen, plassen ontstaan door breuken in de Ekerse Dijk uit vorige eeuwen. Bij de havenuitbreiding aan het eind jaren 60 en begin jaren 70 van de 20ste eeuw werd het gebied opgespoten met zand uit de pas gegraven dokken.
In de Bospolder werd in 2002 het allereerste Vlaamse natuurinrichtingsproject afgewerkt door wielen te ruimen en het moeras te herstellen.